# Malaikallan
Malaikallan (Tamilisch: மலைக்கள்ளன்) ist ein tamilischer Film von S. M. Sreeramulu Naidu aus dem Jahr 1954. Er lehnt sich an die Robin-Hood-Geschichte an.

## Handlung
Der Gesetzlose Kumaraveeran raubt die Reichen aus und verteilt seine Beute an die Armen. Er lebt ein Doppelleben und versteckt sich tagsüber hinter seiner zweiten Identität als muslimischer Händler Abdul Rahim. Kumaraveeran verliebt sich in die schöne Poonkothai, die er aus den Fängen von Entführern befreit hat. Die Polizei benutzt sie später, um Kumaraveeran zu fangen. Der Polizeibeamte stellt sich am Ende als Bruder des Banditen heraus.

## Hintergrund
Autor Karunanidhi nutzt neben den Dialogen hier auch die Auswahl der Liedtexte für die DMK-politische Botschaft. Die Texte zur Musik von S. M. Subbaiah Naidu stammen von Namakkal Kavingar, Balasubramanyam, Bharatidasan, T. N. Ramaiah Das und Makkalanban. Erfolgreich war insbesondere ein von T. M. Soundararajan gesungenes Stück nach einem Text des Tamil-Dichters Bharatidasan.
M. G. Ramachandran etablierte durch diesen Film auch sein politisches Superman-Image mit seinem ganz eigenen Sinn für Gerechtigkeit.
Malaikallan war so erfolgreich, dass das Filmstudio 1955 unter der Regie von Sreeramulu Naidu eine Hindi-Remake mit dem Titel Azad anfertigen ließ. Die Hauptrollen darin spielten Dilip Kumar und Meena Kumari.